# Municipio de Twin Lake (Iowa)
El municipio de Twin Lake (en inglés, Twin Lake Township) es una municipio del condado de Hancock, Iowa, Estados Unidos. Según el censo de 2020, tiene una población de 161 habitantes.

## Geografía
Está ubicado en las coordenadas 42°56′42″N 93°39′57″O / 42.94500, -93.66583. Según la Oficina del Censo de los Estados Unidos, tiene una superficie total de 92,58 km², de la cual 91,42 km² corresponden a tierra firme y (1,25 %) 1,16 km² es agua.

## Demografía
Según el censo de 2020, hay 161 personas residiendo en la zona. La densidad de población es de 1,16 hab./km². El 96,9 % de los habitantes son blancos; el 0,6 % es de otra raza, y el 2,5% son de una mezcla de razas. Del total de la población, el 3,7 % son hispanos o latinos de cualquier raza.